# Manduca andicola
Manduca andicola (лат.) — вид бабочек из семейства бражников (Sphingidae), обитающих в Центральной и Южной Америке.

## Описание

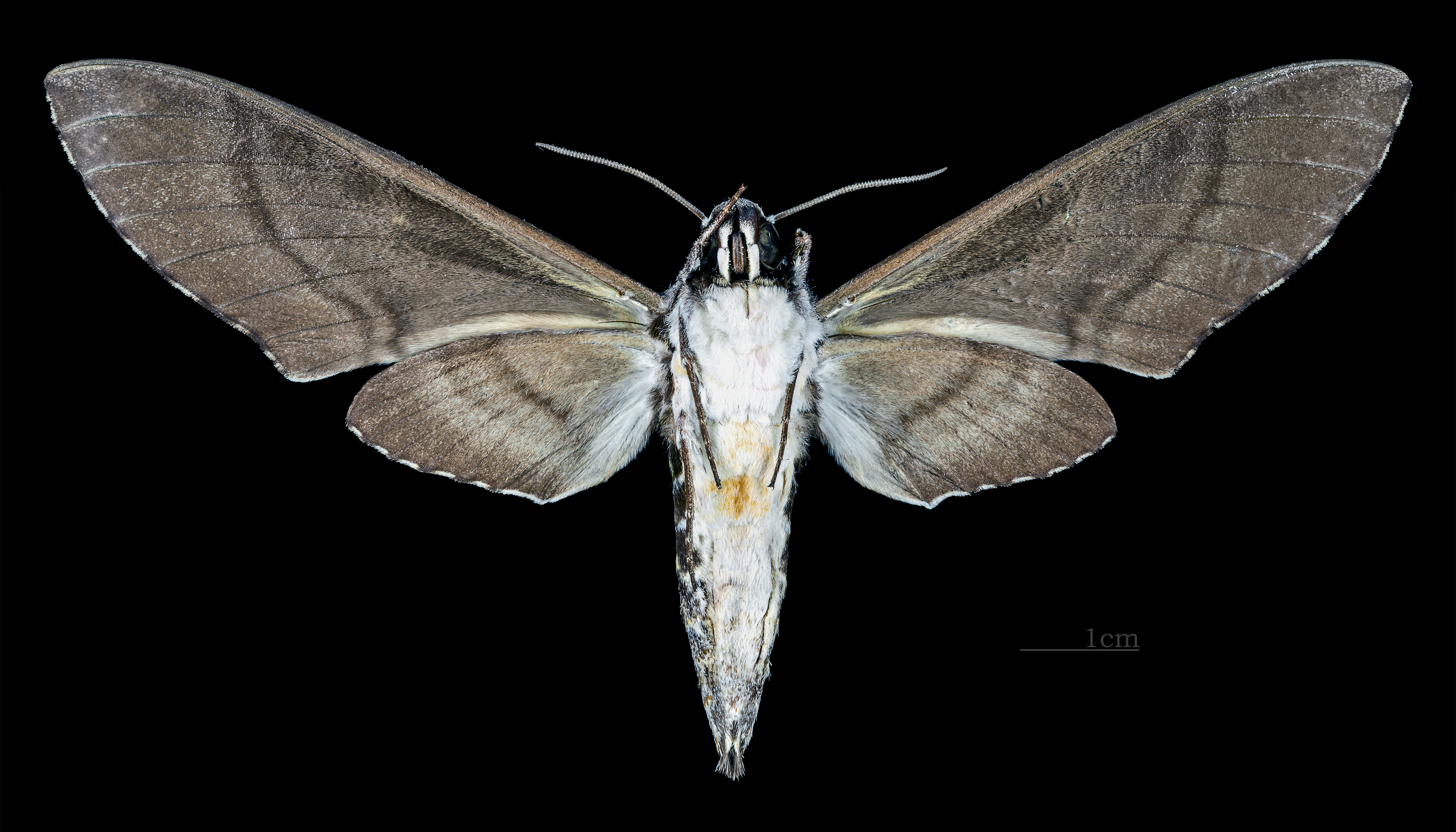
Manduca andicola. Нижняя сторона крыльев

Вид похож на родственные виды Manduca lefeburii, Manduca incisa и Manduca jasminearum по относительно сходному рисунку верхней части передних крыльев с размытой тёмной полосой, проходящей по середине крыла и дисковидного пятна.

## Биология
В субэкваториальной зоне имеет три поколения, имаго летают в декабре-январе, мае-июне и октябре. Гусеницы питаются на растениях семейства Анноновых (Annonaceae).

## Ареал
Встречается от Центральной Америки на севере до Перу, Эквадора, Боливии и Аргентины на юге.

## История изучения
Вид был впервые описан английским зоологом бароном Уолтером Ротшильдом и немецким и английским энтомологом Карлом Йорданом в 1916 году и назван Protoparce andicola. В 1957 году вид был объединён с Protoparce incisa, в 1993 году вновь выделен как отдельный вид.

## Синонимы
- Protoparce andicola Rothschild & Jordan, 1916 Базионим
- Protoparce lefeburei f. nigrescens Closs, 1916[4]